# Stefano Bartolini
Stefano Bartolini (5 settembre 1953 – 15 ottobre 2017) è stato un sassofonista, compositore e polistrumentista italiano.

## Biografia
Cresciuto musicalmente nell'ambiente della musica improvvisata, del jazz e della musica sperimentale a Firenze, ambiente di cui è stato esponente per molti anni, ha suonato con musicisti della scena jazz nazionale e internazionale, come Don Cherry, Bruno Tommaso, Steve Lacy, Antonello Salis, Matthias Schubert, Mirko Guerrini e molti altri.
Ha collaborato per molti anni con Enrico Fink in progetti legati alla rivisitazione della musica ebraica italiana ed est europea esibendosi in Italia, Germania, Olanda, Stati Uniti e pubblicando 4 CD. È stato solista del gruppo Banda Improvvisa diretto da Orio Odori.
È morto il 15 ottobre 2017.

## Discografia Parziale
- 1985 Aspettando i Dinosauri Gruppo Contemporaneo - Bull Records
- 1991 Dazzles, Line-Out — Pangea
- 2000 Lokshen - Patrilineare, Enrico Fink—Materiali Sonori
- 2005 Il Ritorno alla Fede del Cantante di Jazz, Enrico Fink—Materiali Sonori
- 2007 Benvenuti... all'improvvisa, Alessandro Benvenuti e Banda Improvvisa—Materiali Sonori
- 2010 La Mamma, L'Angelo e la Ciambella, Enrico Fink—Materiali Sonori Associated
- 2015 Krakatoa, Motociclica Tellacci—Materiali Sonori